# Му Денг
Му Денг (родилась 10 июля 2024 года) — детёныш карликового бегемота, живущая в зоопарке Кхао Кхео в городе Сирача, провинция Чонбури, Таиланд. Она стала популярным интернет-мемом в возрасте двух месяцев после того, как её фотографии стали вирусными в Интернете в сентябре 2024 года.

## История
Му Денг родилась 10 июля 2024 года в семье карликовых бегемотов Тони и Джоны. У неё есть двое родных сиблингов (Надет и Му Тун) и четверо единокровных сиблингов (Ко, Канья, Пхало и Му Ван). Имя Му Денг (на тайском: หมูเด้ง) был выбрана в ходе общественного опроса, где за это имя проголосовало более 20.000 человек. На английском это переводится как «упругая свинина».

## Популярность в Интернете
Зоопарк Кхао Кхео разместил фотографии своих карликовых бегемотов на своей официальной странице в Facebook, и Му Денг быстро стала любимицей среди пользователей. Му Денг считается более игривой и энергичной, чем другие бегемоты. В ответ на её популярность зоопарк начал продавать одежду и другие товары, основанными на Му Денг. Также она стала объектом множества фан-артов.
Благодаря вирусной популярности Му Денг в Интернете, количество ежедневных посетителей зоопарка удвоилось в начале сентября 2024 года. Примерно в это же время некоторые посетители изводили детёныша, обливая её водой или бросая в неё предметы, чтобы разбудить. В результате зоопарк Кхао Кхео установил камеры видеонаблюдения вокруг её вольера. Директор зоопарка пригрозил судебным преследованием посетителей, которые её преследовали. Неправомерное поведение некоторых посетителей широко осуждалось в Интернете. В зоопарке также введено пятиминутное ограничение времени пребывания посетителей, чтобы справиться с большим потоком людей.
В сентябре 2024 года директор зоопарка Наронгвит Чодчой объявил, что зоопарк начал процесс регистрации авторских прав и торговой марки «бегемот Му Денг» для сбора средств для зоопарка. Зоопарк также планирует запустить постоянную прямую трансляцию, чтобы позволить фанатам наблюдать за Му Денг в прямом эфире через Интернет.
28 сентября Му Денг стала героем скетча в Saturday Night Live. Её спародировал Боуэн Янг в Weekend Update, а персонаж использовался для высмеивания комментариев американской поп-певицы Чаппеллы Роан о славе и политической поддержке.
В ноябре 2024 года зоопарк опубликовал видео, на котором Му Денг выбирает между двумя резными блюдами для фруктов с именами Дональда Трампа и Камалы Харрис. По словам зоопарка, это было предсказание того, кто победит на президентских выборах в США в 2024 году. Му Денг выбрала фрукт с выгравированным именем Трампа, и предсказание в конечном итоге сбылось. В том же месяце GMM Grammy выпустила официальную песню Moo Deng, написанную Муанфетом Аммарой, под названием «Moodeng Moodeng!» на тайском, английском, китайском и японском языках.
В декабре 2024 года сооснователь Ethereum Виталик Бутерин направил пожертвование размером 88 эфиров на сумму 10 млн тайских бат ($293 000) зоопарку Кхао Кхео, став официальным «приемным отцом» карликового бегемота Му Денга.

## Проблемы благосостояния
Группы по защите животных выразили обеспокоенность судьбой Му Денг. Представитель организации «Люди за этичное обращение с животными» заявил: «Ей грозит пожизненное заключение», а Всемирная организация защиты животных заявила: «Обмен контентом с Му Денг может показаться безобидным, но это поощряет жестокость по отношению к животным». Директор зоопарка Наронгвит Чодчой отверг обвинения и заявил, что учреждение обеспечивает благополучие и качество жизни более чем 2000 животных. Тайское общество по предотвращению жестокого обращения с животными заявило, что о Му Денг хорошо заботятся, и что PETA опирается на «устаревшую» информацию.